# Can Llopart (Corbera de Llobregat)
Can Llopart és una masia de Corbera de Llobregat (Baix Llobregat) inclosa en l'Inventari del Patrimoni Arquitectònic de Catalunya.

## Descripció
Situada al vessant nord de la riera de Corbera, Can Llopart conserva el caràcter de masoveria ancestral, tant pel cultiu d'oliveres i vinya, com per la utilització dels porxos, corts i galliners per l'aviram.
Es troba prop de la carretera de Corbera a Sant Andreu de la Barca.
La part alta de la façana és més moderna, probablement de finals de segle xix.

## Història
El 1352 ja existia la masia en el lloc d'avui, amb el llinatge Llopart: "Llopardi" llatinitzat.
El 1480 continua el llinatge, segons capítols matrimonials.
Al segle xvi sembla que correspon una puixança de l'edifici, ja que intervé l'hereu en la reconstrucció de l'església de Corbera.
El 1800 la pubilla de Can Llopart es casa amb l'hereu Romagosa, de Begues, cosa que pot ser el motiu de l'aixecament de la coberta de la casa